# Lower Tsitika River Park
Lower Tsitika River Park är en park i Kanada.   Den ligger i provinsen British Columbia, i den sydvästra delen av landet, 3 800 km väster om huvudstaden Ottawa. Lower Tsitika River Park ligger 203 meter över havet.
Terrängen runt Lower Tsitika River Park är varierad. Havet är nära Lower Tsitika River Park norrut. Trakten runt Lower Tsitika River Park är nära nog obefolkad, med mindre än två invånare per kvadratkilometer.. Det finns inga samhällen i närheten. 
I omgivningarna runt Lower Tsitika River Park växer i huvudsak barrskog.